# Джимблетт, Макс
Макс Джимблетт (родился 5 декабря 1935) — художник из Новой Зеландии. Известен по своим картинам, скульптурам, рисункам тушью, работам в газете и книгам.

## Жизнь и работа
Макс Джимблетт родился в городе Окленде в Новой Зеландии. Уехал из Новой Зеландии в 1956 году, путешествовал по Европе до 1961 года, после чего вернулся на год в Окленд с 1958 по 1959 год. Путешествовал по Америке в 1962 году, учился у гончара Романа Барткиву в Торонто (Канада), работал с мастером гончарного дела Мертоном Чемберсом в 1962—1964 годы. В 1964 году женился на Барбаре Киршенблатт, в том же году изучал рисунок в Колледже искусств Онтарио, Торонто. В 1965 году изучал живопись в Институте Искусств Сан-Франциско, Калифорния.
В период с 1967 года до 1970 года жил и рисовал в Блумингтоне (Индиана), где его жена Барбара заканчивала образование, получив степень доктора философии в фольклорных исследованиях. С 1970 года до 1972 года Макс Джимблетт проживал в Остине, Техас, где его жена Барбара была адъюнкт-профессором в английском отделе в Техасском университете в Остине.
Поездки Джимблетта в Нью-Йорк в 1972 и 1974 годах способствовали зарождению дружбы с режиссёром и скульптором Леном Лаем. Джимблетт продолжал поддерживать его работу и после смерти Лая — в 1990 году он стал попечителем Фонда Лена Лая, базируемого в Нью-Плимуте, Новая Зеландия.
Джимблетт продолжал жить в Нью-Йорке, возвращаясь в Новую Зеландию только для кратких посещений. В 1979 году Макс Джимблетт стал американским гражданином.